# Musée des Arts forains
 (juin 2019).
Si vous disposez d'ouvrages ou d'articles de référence ou si vous connaissez des sites web de qualité traitant du thème abordé ici, merci de compléter l'article en donnant les références utiles à sa vérifiabilité et en les liant à la section « Notes et références ».
Le musée des arts forains (officiellement « Pavillons de Bercy · Musée des arts forains ») est situé dans le quartier de Bercy dans le  12e arrondissement de Paris, à l'extrémité sud-est du parc de Bercy. Ce musée présente une collection d’objets du spectacle du XIXe siècle et du XXe siècle.

## Histoire
Avant de rejoindre son emplacement actuel, le musée des arts forains était installé dans un atelier à Gentilly[Où ?], puis rue de l'Église, dans le 15e arrondissement. Aujourd’hui devenue Pavillons de Bercy, la collection valorise les chais (anciens bâtiments de conservation des vins) de l'architecte Louis-Ernest Lheureux.
En 2009, les Pavillons de Bercy · Musée des Arts Forains sont classés Entreprise du patrimoine vivant.

## Configuration des lieux - Scénographie
Le musée est à peu de distance du parc de Bercy et du centre commercial Bercy Village. Il est desservi en métro par l'arrêt Cour Saint-Émilion sur la ligne 14 du métro de Paris. Le musée est un lieu de 11 400 m2. Il occupe plusieurs des pavillons de pierre aux toits pentus construits pour les anciens entrepôts de Bercy. Ces bâtiments forment un ensemble rectangulaire entouré par l'avenue des Terroirs de France, la rue Baron-Le-Roy, la rue des pirogues-de-Bercy et la rue Lheureux. L'entrée principale se trouve au n°53 de l'avenue des Terroirs-de-France.

## Les collections

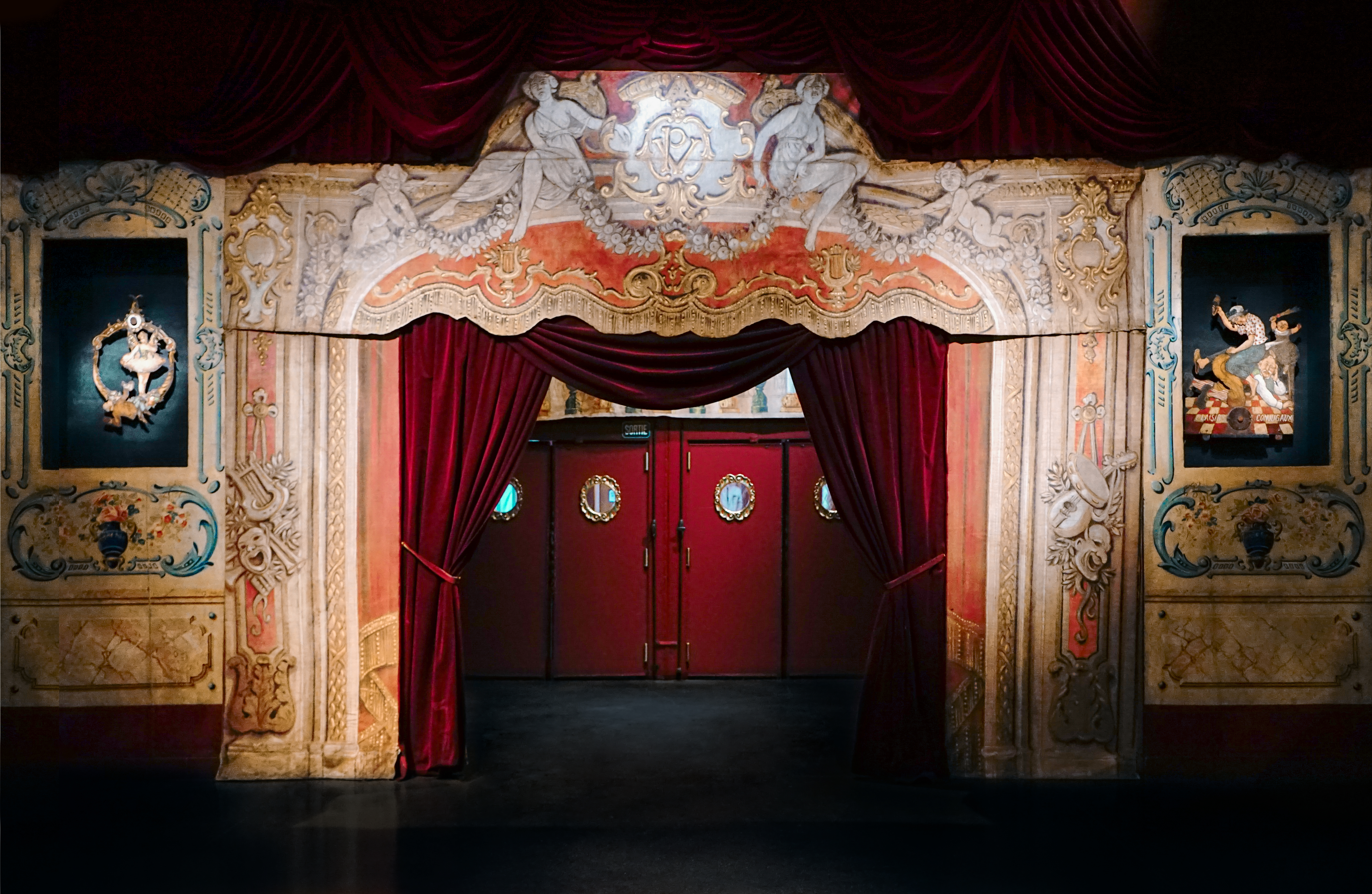
Entrée de la salle du musée des arts forains.

Les « Pavillons de Bercy · Musée des arts forains » présentent une collection unique d’objets du spectacle et d'art forain du XIXe siècle et du XXe siècle. Libéré des traditionnelles vitrines et cartels, ce musée-spectacle abrite manèges et attractions centenaires. 

### Les espaces
Les « Pavillons de Bercy · Musée des arts forains » sont répartis sur trois salles d’une superficie totale de 8 000 m2, ayant pour thème, respectivement :
- le musée des arts forains,
- le théâtre du Merveilleux,
- les salons vénitiens,
- le Magic Mirror,
- le théâtre de verdure.

Ces espaces sont visitables par le public toute l'année, uniquement sur réservation et à travers des visites guidées. La possibilité de tester les manèges et attractions selon les principes de muséologie active, est proposée aux visiteurs.

### Le musée

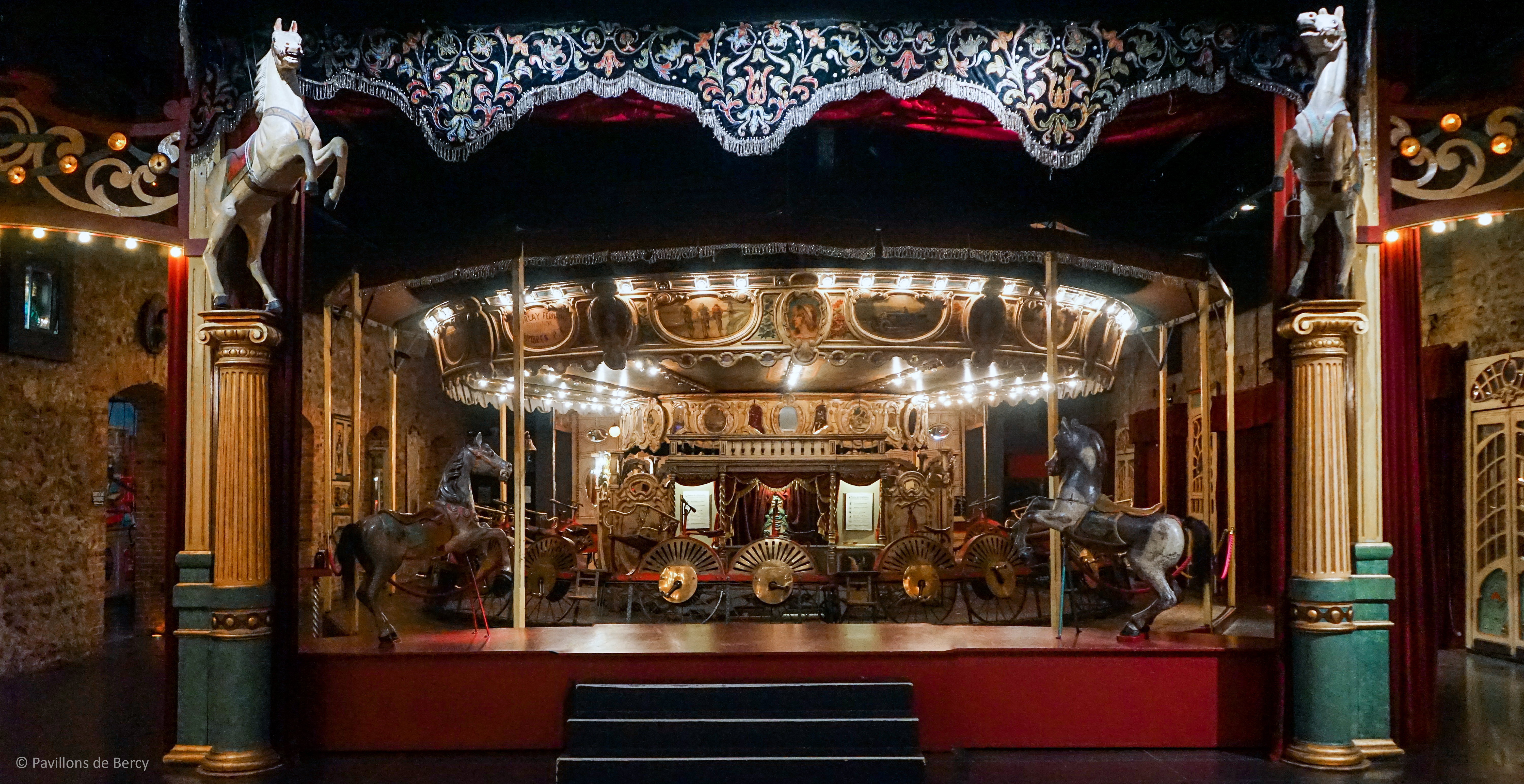
Manège de vélocipèdes datant de 1897, restauré et utilisable par les visiteurs.

C'est une salle vouée à la fête foraine proprement dite. Ses principales attractions sont un manège de chevaux de bois, un manège de vélocipèdes (manège de vélos datant de 1897) et un jeu de lancer de boules actionnant une course de garçons de café dans un décor serti de miroirs en biseaux du début du XXe siècle.
Le manège de vélocipèdes est un manège doté de sièges décorés où montent les enfants, mais aussi d'une trentaine de vélocipèdes disposés sur un rail circulaire et actionnés par des visiteurs adultes : ce sont eux qui font tourner le manège, les signaux du départ et de l'arrêt étant donnés par des animateurs. Le modèle présent au musée a été fabriqué en 1897 à Gand, en Belgique, par Caillebaut et Decanck, à partir d'un brevet d'invention déposé par la firme anglaise Savage et exploité en France par la maison Limonaire. Il s'agit d'un des premiers manèges à avoir procuré des sensations fortes de vitesse à ses passagers, puisqu'il pouvait atteindre 60 km/h à une époque où l'automobile était encore balbutiante et où les vélos eux-mêmes restaient encore des objets rares, réservés aux plus fortunés ; on se déplaçait à pied ou à cheval (un cheval au galop atteignant en moyenne 30 km/h). Le manège à vélocipèdes offrait à un grand nombre de personnes aux moyens plus modestes la possibilité d'essayer les vélocipèdes. Le manège a été restauré au musée afin d'être remis en service. Il s'agit d'une attraction très prisée : il transporte en moyenne un peu moins de 300 000 personnes par an.
L'attraction de la course de garçons de café a la forme d'une large piste où onze silhouettes métalliques peintes représentant des garçons de café avancent sur autant de rails, de la droite vers la gauche. Onze personnes peuvent contrôler chacune la progression d'une silhouette : pour faire avancer la leur, elles doivent lancer des balles dans des trous sur des pupitres alignés au pied de la piste. Un trou peut faire avancer la silhouette d'un, deux voire trois cases, selon qu'il est plus ou moins difficile à atteindre. Sur la gauche de la piste, des voyants lumineux s'allument dès qu'un garçon de café atteint la fin de son parcours. Des lots sont remis aux vainqueurs.

### Le théâtre du merveilleux

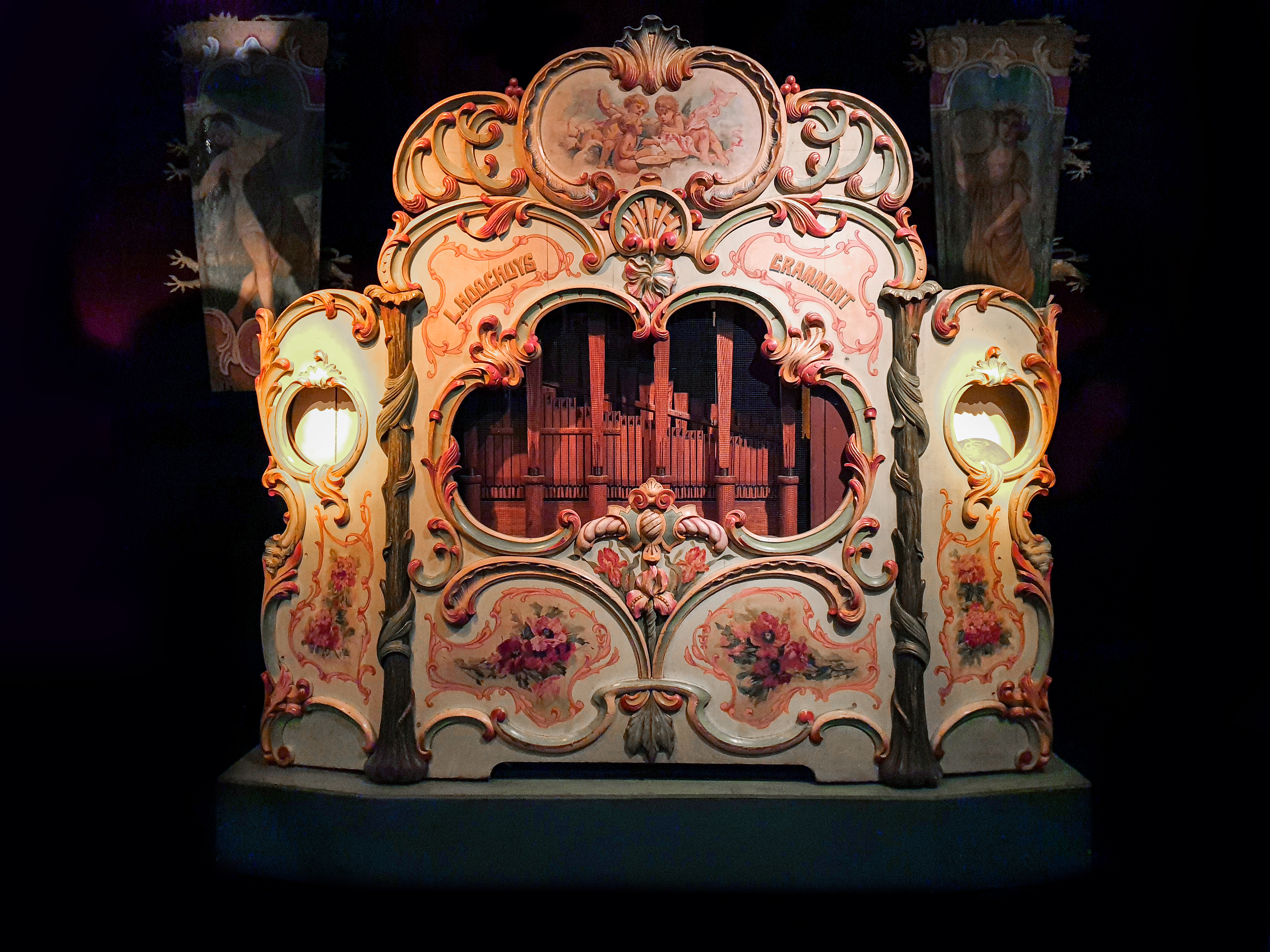
Orgue de foire Hooghuy’s, fabriqué à Grammont (Belgique) au début du XXe siècle, exposé au musée.

Le théâtre du merveilleux propose un retour à l'époque des expositions universelles et carrousels salons du début du XXe siècle. Près de l'entrée se trouve une montgolfière dont la nacelle est en forme d'éléphant. Un orchestre mécanique (piano, orgue restauré et carillon tubulaire de Jacques Rémus ), désormais actionné par informatique, joue sans musiciens. Des jeux de lumières et projections murales transforment des tapisseries du Moyen Âge en scènes vivantes ou des décors scéniques en éléments du Nautilus, grâce à 12 vidéo-projecteurs et 800 sources lumineuses dispersées dans l'espace locatif, qui utilisent la technique du mapping vidéo.

### Les salons vénitiens
Les Salons vénitiens, abrités dans un pavillon divisé en deux grandes salles, regroupent des décors, objets et attractions sur le thème de Venise et de l'Italie vues par les fêtes foraines. Un manège vénitien permet de faire un tour de manège dans une gondole vénitienne ou à bord d'autres embarcations ou animaux, sous l'œil d'une sculpture de sirène disposée au centre. Une attraction de course de gondoles fait s'affronter une dizaine de silhouettes métalliques peintes parcourant un rail le long d'un décor vénitien, sous le contrôle de visiteurs qui les font avancer en jetant des boules dans des trous (sur le même principe que dans l'attraction de course de garçons de café conservée dans un autre bâtiment). Un spectacle son et lumière Venise la Sérénissime, employant la technique de la fresque lumineuse, habille le décor d'images animées pendant quelques minutes.
Dans le deuxième salon, un spectacle d’automates réalisé par Jacques Rémus avec sons et lumières anime et fait chanter plusieurs automates anciens inspirés de personnages de la commedia dell'arte. L'une des extrémités du salon est aménagée en une petite scène de théâtre avec rideau rouge et coulisses, qui accueille des spectacles.

### LeMagic Mirror

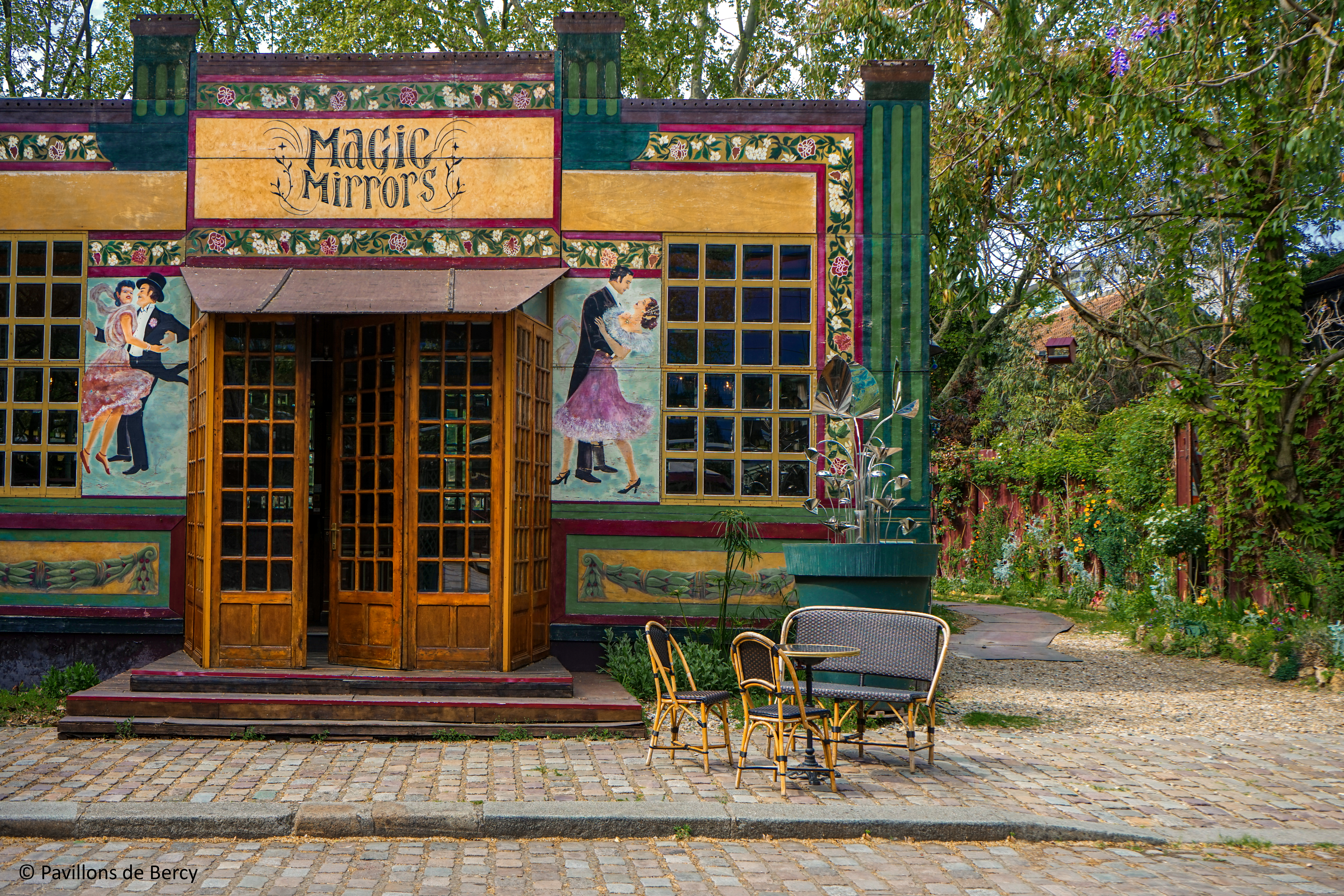
Magic Mirror, salle itinérante des années 1920.

Composée d'une piste centrale et de douze loges, le Magic Mirror est une ancienne salle de bal itinérante des années 1920 venue de Belgique et restaurée par un collectionneur. Ce bâtiment comprend une petite salle d'entrée ainsi qu'une grande salle de bal circulaire comprenant une piste de danse centrale autour de laquelle sont aménagées des stalles accueillant des bancs et des tables pour les spectateurs.

### Le théâtre de verdure

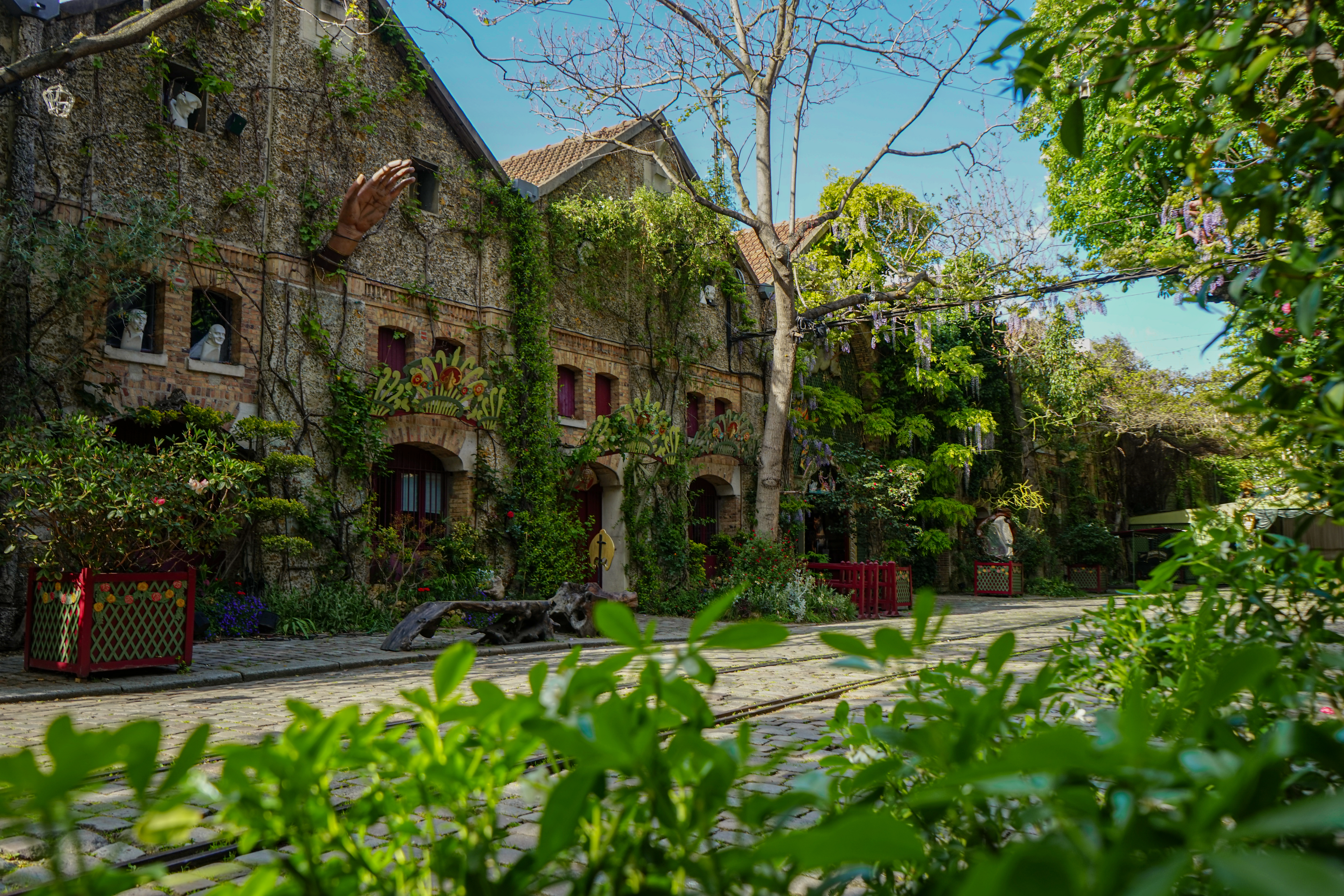
Rue-jardin des Pavillons de Bercy, printemps 2022

Le théâtre de verdure est le nom donné à l'allée centrale entre les bâtiments du musée. Ces espaces à ciel ouvert couvrent 2500 m². Ils arborent une scénographie et une ambiance à part entière. Les murs des pavillons de Bercy ont été couverts de lierre. Divers objets et décors ont été ajoutés au sol, sur les murs et dans les arbres pour prolonger à l'extérieur l'atmosphère foraine et féérique du musée : un lustre de cristal et plusieurs autres luminaires anciens sont suspendus parmi les arbres, une sculpture de licorne est suspendue aux branches d'un arbre, etc. L'un des arbres est décoré d'accessoires rappelant l'univers du roman Alice au pays des merveilles de Lewis Carroll.
Des animations sont régulièrement organisées sur cette allée, notamment une marionnette géante d'homme bossu à la tête et aux bras humains mais aux pattes et au croupion d'oiseau, ainsi que plusieurs musiciens et des personnages costumés.

### Ateliers de restauration
Le musée abrite également des ateliers servant à l'entretien des collections et à la restauration des nouvelles acquisitions. Ces ateliers sont situés du côté de la rue des pirogues de Bercy. La plus ancienne restauratrice travaillant dans l'équipe est Marie Binder.

### Autres infrastructures
Entre le bâtiment du musée des arts forains et le Magic Mirror se trouve un poste de secours utilisé en cas de problèmes de santé et servant aussi de point de rendez-vous pour les enfants qui se perdraient pendant la visite. Le bâtiment du Musée des arts forains proprement dit contient aussi une petite boutique de souvenirs.

## Événements

### Ouvertures au public

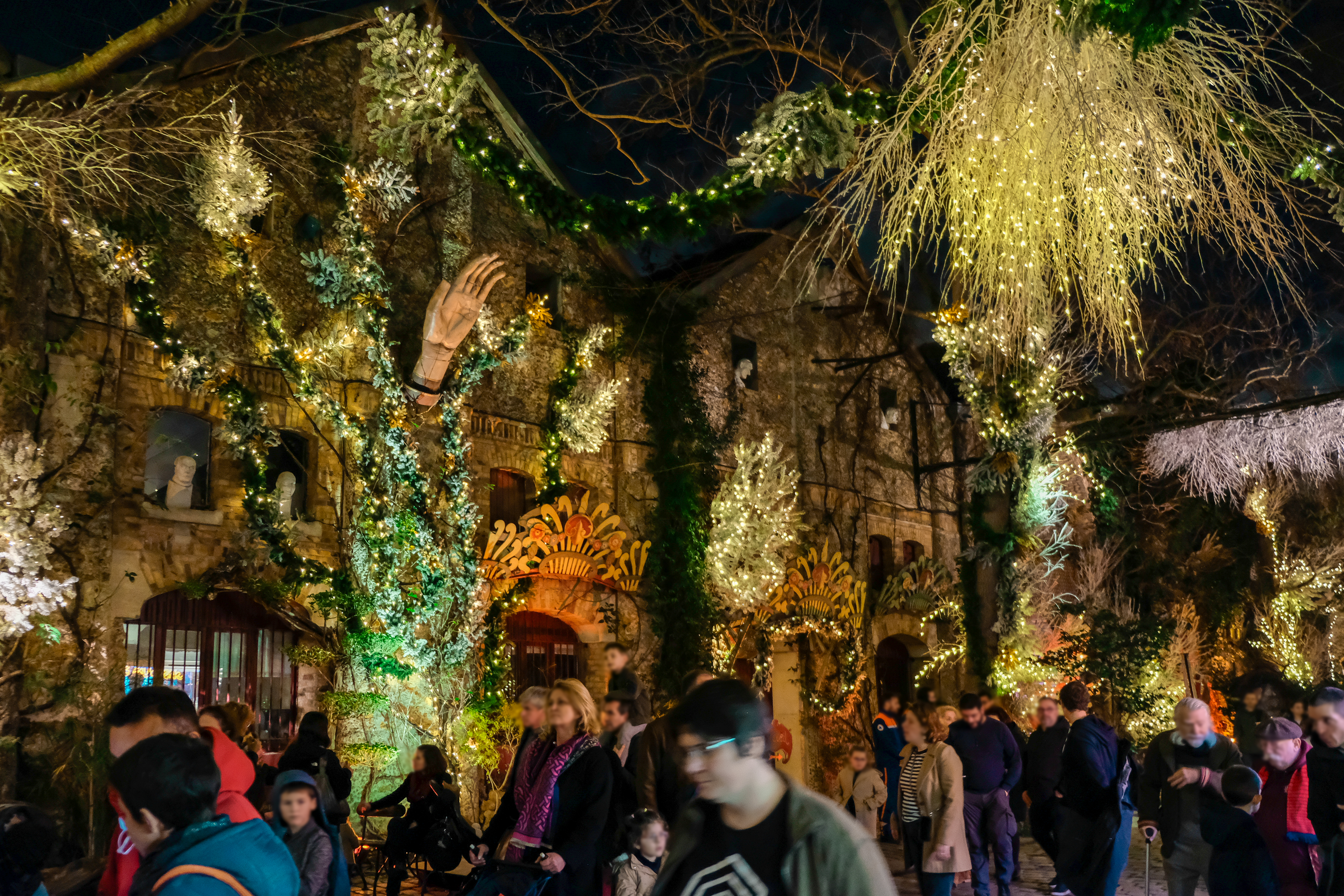
Spectacle vivant dans le théâtre de verdure.

Le musée se visite uniquement au travers de visites guidées, proposées régulièrement sur le site du musée.
En décembre, à l'occasion des fêtes de fin d'année, les « Pavillons de Bercy · Musée des arts forains » organisent le festival du merveilleux. Une dizaine de jours pendant lesquels les visiteurs peuvent déambuler dans toutes les salles du musée au gré de spectacles et animations.
En décembre 2016, le musée a été ouvert à des personnes sans domicile fixe à l'occasion d'une messe.

### Expositions temporaires
Le musée accueillait jusqu'au 30 avril 2008 « la plus grande fête foraine miniature au monde », composée de 39 manèges en mouvement et de 25 baraques foraines à l'échelle 1/20e. Créée par Lucien et Georgette Mouchet, cette fête foraine miniature est le fruit de plus de soixante années de travail[réf. nécessaire].

## Fréquentation
Selon un article de France Info et de l'Agence France Presse en 2011, le musée des arts forains recevait à ce moment environ 200 000 visiteurs par an lors des visites de groupe sur réservation, ainsi que près de 50 000 personnes à l'occasion des fêtes de fin d'année à chaque mois de décembre.

## Filmographie
Le musée a servi de décor pour les scènes finales du film d'Yves Amoureux, Le Double de ma moitié, sorti en 1999, à une scène dans le film Minuit à Paris, de Woody Allen (2011), ainsi que pour le film Paris à tout prix (2013), de Reem Kherici. Plus récemment, le musée a accueilli le tournage d'un épisode de la série Emily in Paris, saison 1, de Darren Star. 

## Galerie

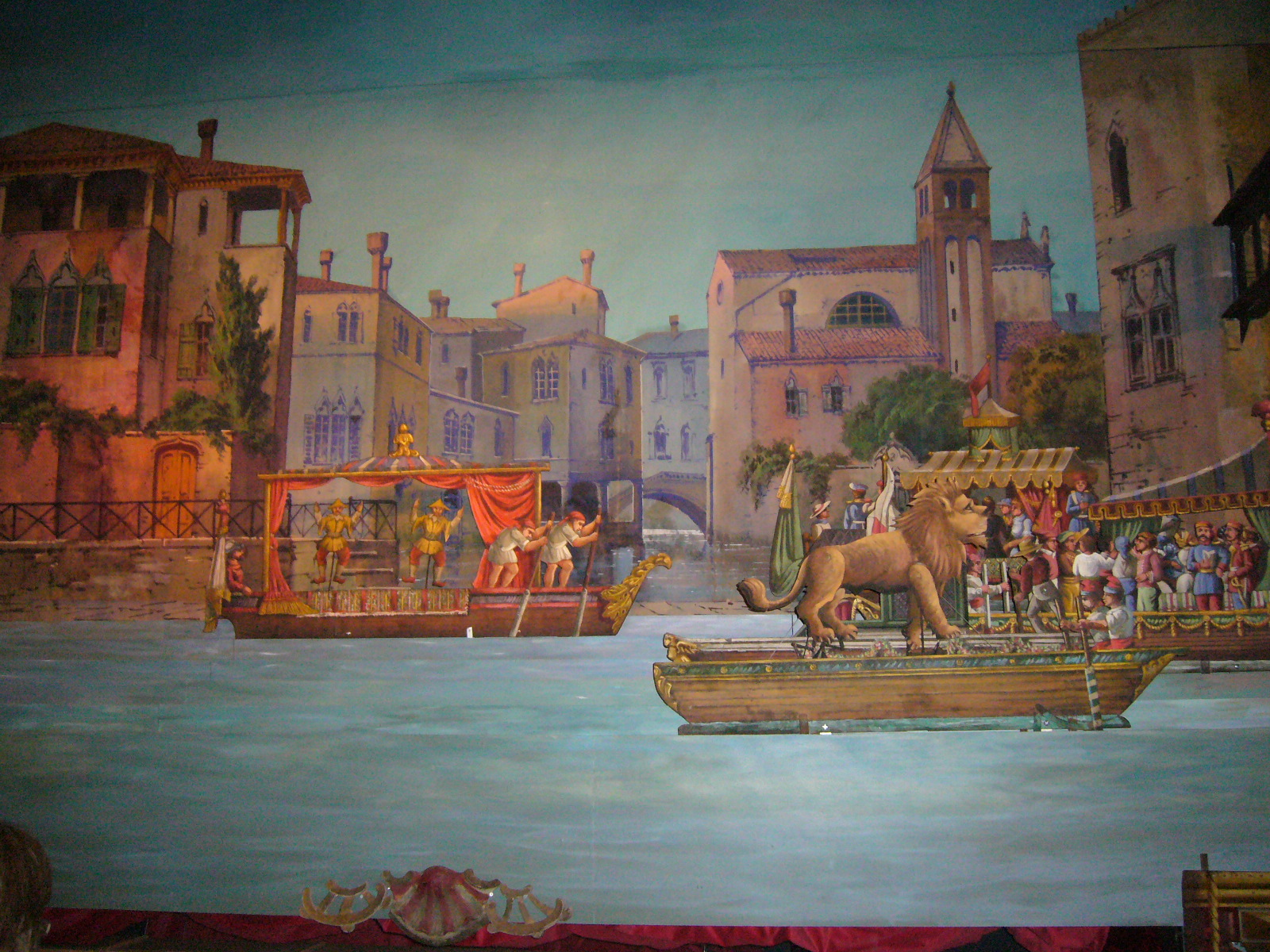
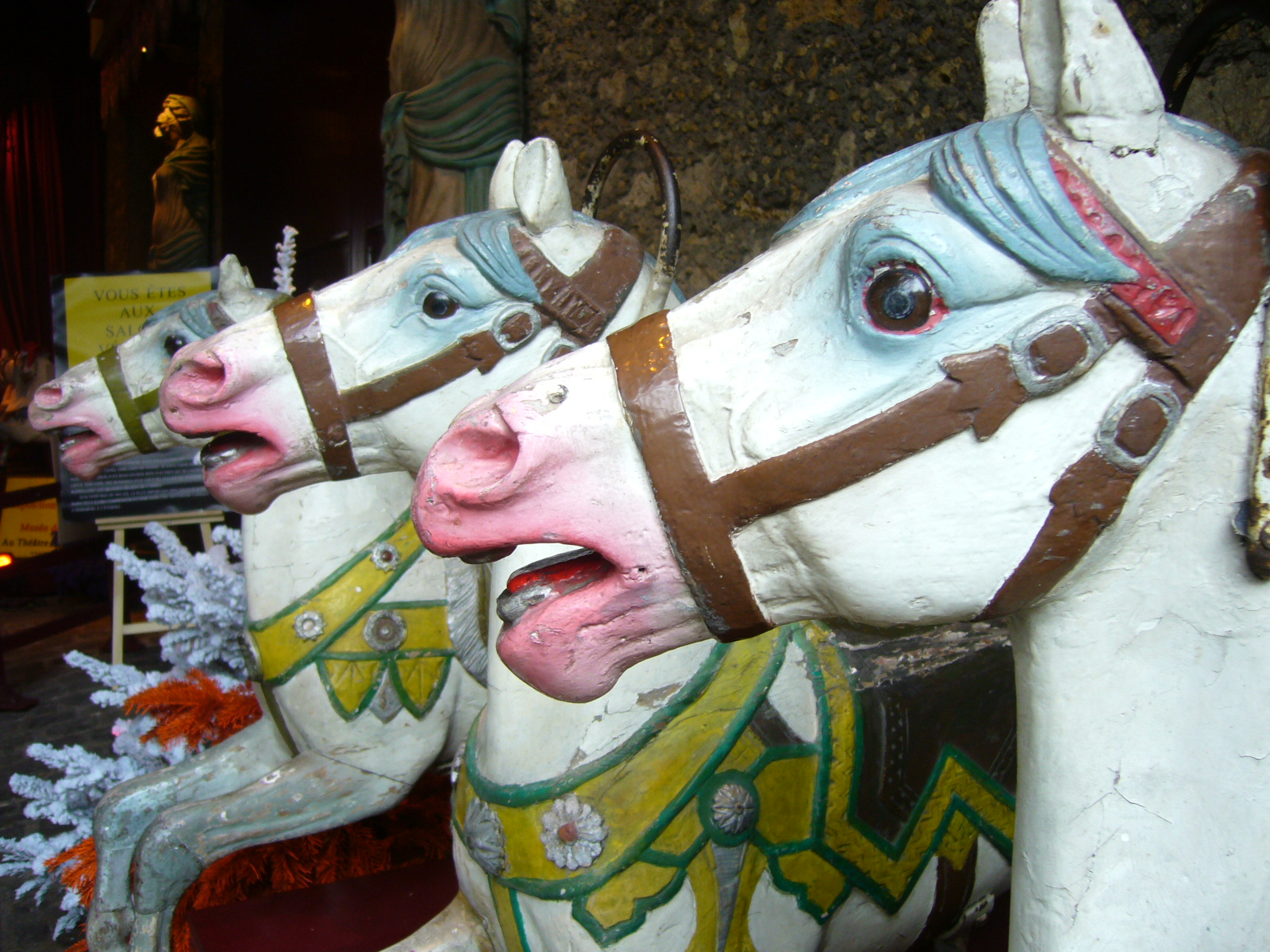
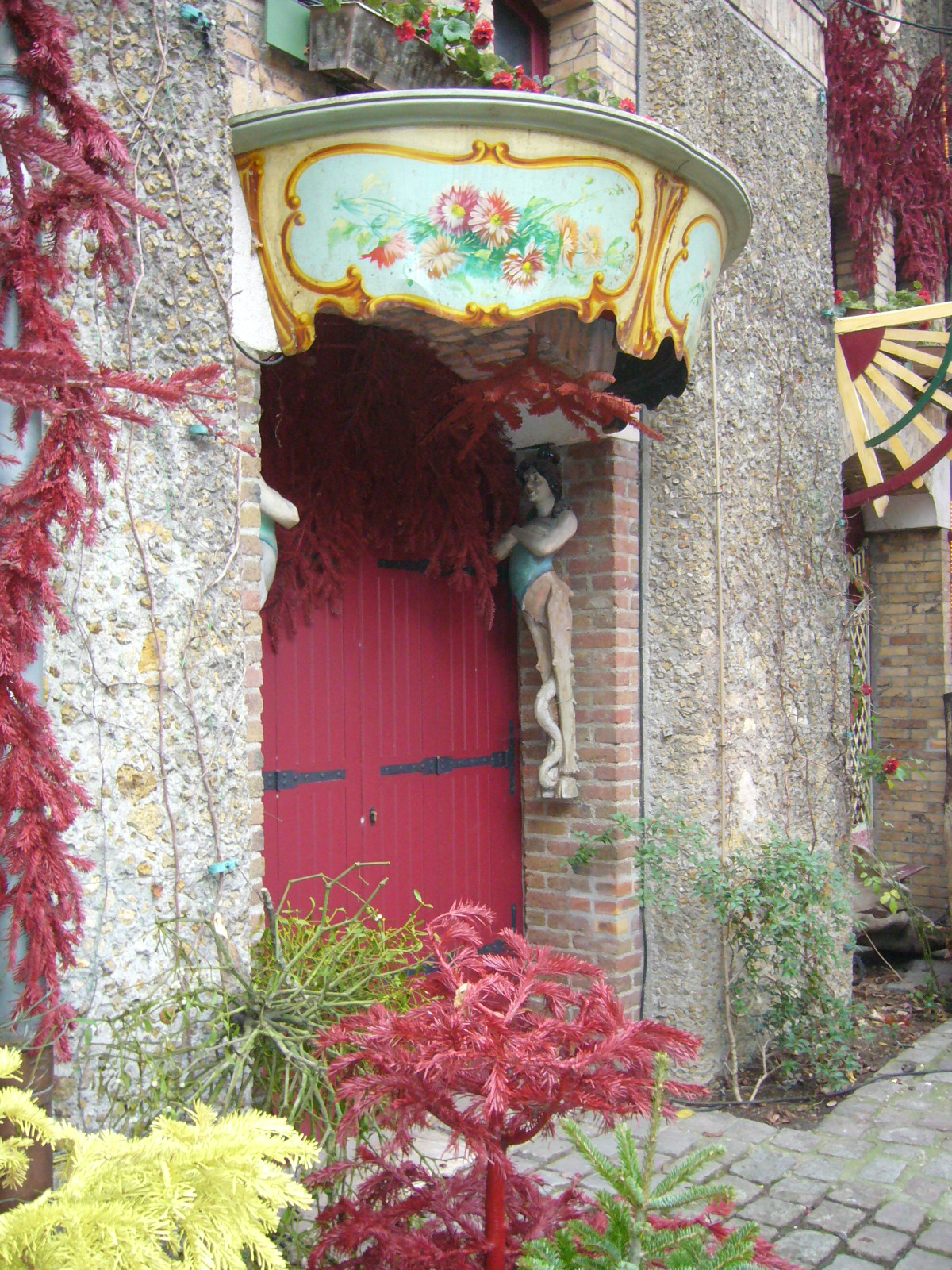
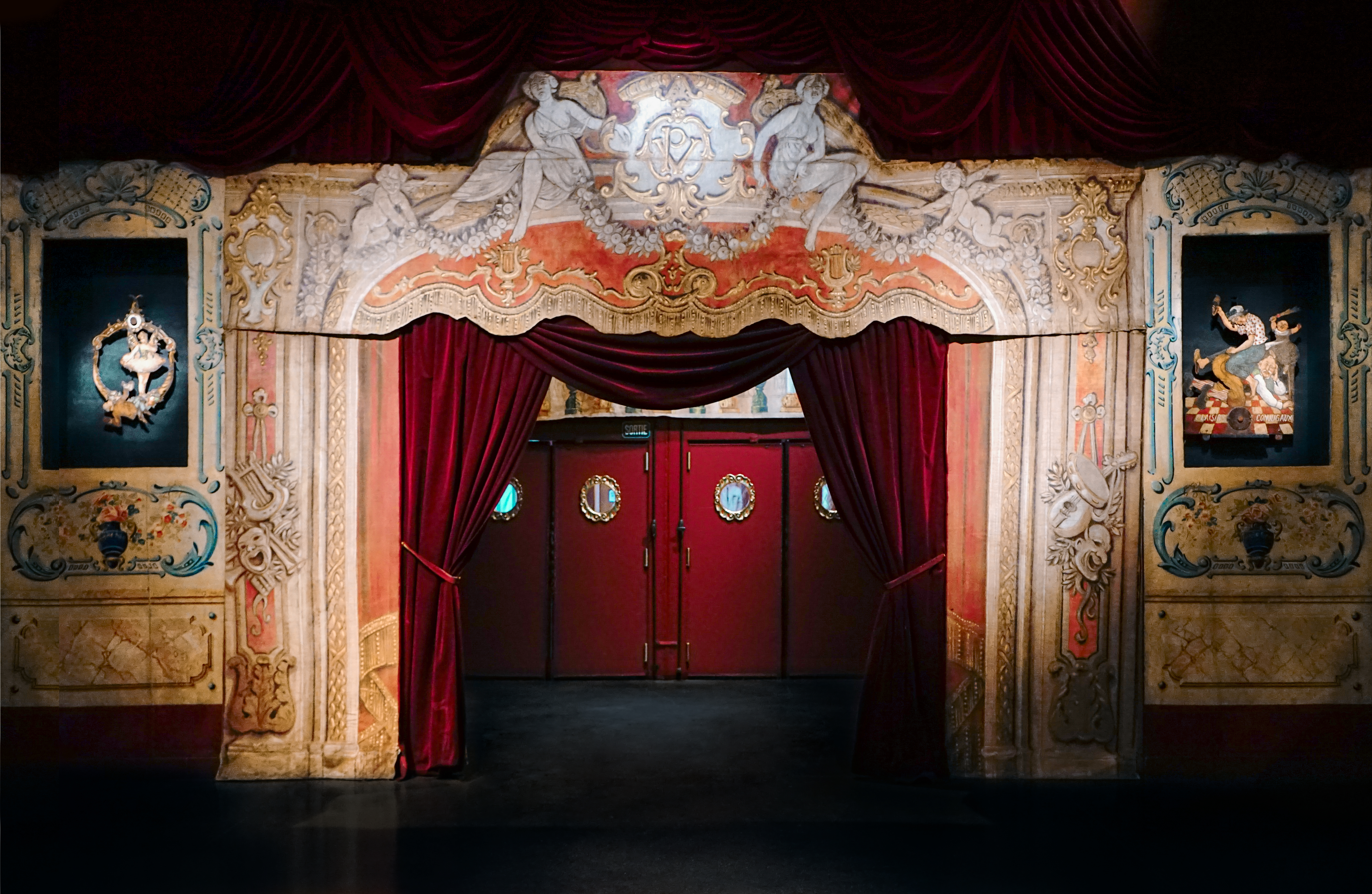
Salle du Musée des Arts Forains des Pavillons de Bercy

### Arts forains
- Arts forains